# Malina (roman)
Pour les articles homonymes, voir Malina.
Malina est un roman écrit en langue allemande par l'écrivaine autrichienne Ingeborg Bachmann. Publié en 1971, il est le premier et seul roman achevé par elle et paru de son vivant. Premier tome d'une tétralogie intitulée Todesarten (Genres de mort) prévue par l'autrice mais interrompue par sa mort subite en 1973, il est suivi des deuxième et troisième volumes, Franza et Requiem pour Fanny Goldmann, édités à titre posthume pour leurs fragments retrouvés.

## Thématiques et caractéristiques
Ce récit énigmatique et cruel a pour personnage principal une écrivaine dont sont détaillées des relations complexes avec deux hommes, l'un joyeux et expansif, l'autre mélancolique et introverti. L'identité et la vie des personnages, notamment la figure appelée Malina, sont caractérisées par une ambiguïté riche de symboles. Il est difficile de démêler les interprétations du point de vue sentimental, sexuel et spirituel, et entre réalité et fiction ou autofiction. La figure protectrice, calme et rationnelle incarne finalement la folie et le crime qui distordent les faits, imposent l'ordre social et sexuel sans être inquiétés. Le texte, historique et moderne, brasse des thèmes tels que les relations entre les sexes, l'innocence et la culpabilité, la responsabilité et la liberté, la santé mentale, l'écriture, les violences et les traumatismes intimes et sociétaux dans le contexte viennois de l'après-Deuxième Guerre mondiale, avec toutes les conséquences perverses du parti nazi sur l'endoctrinement physique et mental des individus, la rigidité des rôles sociaux, genrés, et le malaise existentiel des rebelles. Cet écrit déroutant, entre lyrisme, conte et écriture dramatique notamment, mène à explorer de nombreuses facettes de la perception et de la subjectivité. L'objet anonyme, à l'identité dissoute, qu'est ce fonctionnaire à la solde du régime et à la joie creuse, Malina, incarnation d'une pulsion vitale rigidifiée et dangereuse, est l'écho d'une régression de l'histoire et d'une défaite de l'individu innocent, corrompu par la société ou dont les sentiments de terreur stigmatisés comme relevant de la folie font pourtant face à une réalité insupportable bouleversant les rêves comme la réflexion rationnelle. C'est aussi un roman qui traite avec force et subtilité de ce que l'amour fou fait à cet univers violent.

## Intrigue
Le roman se centre sur une narratrice présentée sous le nom de I., une écrivaine et intellectuelle vivant à Vienne dans la seconde moitié du vingtième siècle, qui traverse de nombreuses interrogations relatives à sa situation existentielle en tant que femme et créatrice et les affronte par des réflexions intérieures ou lors de dialogues.
L'écrivaine partage un appartement avec Malina, un historien (malgré une certaine ambivalence de genre), apparemment calme, rationnel et solidement lié au monde réel, qui veille sur elle et lui offre le soutien nécessaire dans la mesure où elle est souvent confuse et semble perdre le contact avec la réalité, souffrir de troubles hallucinatoires et dépressifs. Cependant, elle rencontre Ivan, un jeune homme hongrois, et tombe amoureuse de lui. Ils commencent une liaison mais bientôt Ivan commence à l’éviter et finalement il la rejette, dérouté par la soif de liberté de cette femme.
Le deuxième chapitre, "Le troisième homme", est l’apogée de la narration. Dans des séquences oniriques où elle va jusqu'à se voir assassinée, la narratrice se souvient des horreurs de la Deuxième Guerre mondiale, des chambres à gaz et des viols subis. Cela se conjugue à la dépossession totale de son corps et de sa parole, ainsi Malina publiera à sa place un ouvrage qu'elle ne pourra terminer. Une figure de « père » incestueux, tyrannique et meurtrier est omniprésente dans les rêves de I., qui se rend compte que cette entité ne représente pas tant son propre père que la globalité d'un monde dominé par le nazisme ou d'autres totalitarismes en lien inextricable avec la violence sexiste et sexuelle, ainsi le fascisme envahit le privé. Ses obsessions, sa solitude et l'incompréhension d'autrui la conduisent vers la folie et la stigmatisent en l'y reléguant.
Dans le troisième chapitre, "Des dernières choses", la narratrice tente une dernière fois de surmonter ses problèmes en discutant avec Malina, toujours correct mais à peine approchable. Elle se rend compte qu’une relation avec Ivan n’est pas possible, et qu’une relation avec un autre homme ne sera pas non plus possible. Elle a le sentiment qu’elle ne peut plus survivre dans un monde dominé par les hommes. « J’ai vécu en Ivan et je meurs en Malina », dit-elle. Le roman se termine lorsque la narratrice disparaît sans laisser de traces dans une fissure d'un mur de l'appartement. La figure de Malina révèle son ambivalence extrêmement profonde car elle enlève toutes les preuves de l'existence de I. de leur logement, comme si sa compagne ne s'y était jamais trouvée. Le roman se termine par la phrase "C’était un meurtre." .

## Réception et adaptations
Le livre a été critiqué dans Publishers Weekly en 1991, il y est notamment avancé que "ce travail exigeant contient des éclairs de grandes beauté et perspicacité, mais est finalement terni par la prose cryptique, fragmentée et introspective de Bachmann, qui est entièrement fondée sur les réponses émotionnelles de la narratrice aux événements transmis seulement obliquement au lecteur. Une partie du problème provient des références voilées mais critiques à l’histoire autrichienne, qui ne sont explicitées de façon satisfaisante que dans l’excellente postface." .
Le roman a également été décrit comme une réponse, au moins en partie, à celui de Max Frisch (compagnon de l'autrice) Mein Name sei Gantenbein (Le Désert des miroirs), paru en 1964. I. a naturellement été perçue comme un alter ego de l'écrivaine réelle, qui en a parlé comme d'une "autobiographie imaginaire", et l'ouvrage a été étudié sous l'angle de l'inspiration autobiographique puis du manifeste féministe. Tout en narrant la souffrance d'une femme dépossédée de ses mots, il évoque la douleur cathartique qui peut être inhérente au processus créatif dans un monde de violence, tandis que son autrice est de plus en plus dépendante à des médicaments et à de l'alcool.
Le livre a été adapté en 1991 dans un film germano-autrichien du même titre, réalisé par Werner Schroeter à partir d’un scénario d'une dramaturge compatriote d'Ingeborg Bachmann, Elfriede Jelinek.
Malina est aussi un film autrichien réalisé par Susanne Guggenberger en 1993 à partir de ce roman.